# Christopher J. Arthur
Christopher J. Arthur (eigentlich Christopher John Arthur, vor 1990 auch als Chris Arthur, Christopher Arthur oder C. J. Arthur; * 7. Februar 1940) ist ein Philosoph und Autor zur marxistischen Dialektik.

## Leben
Christopher J. Arthur hat an den Universitäten von Nottingham und Oxford studiert. Er hat 25 Jahre lang Philosophie an der Universität von Sussex unterrichtet. Er ist Mitglied der internationalen Forschungsgruppe International Symposium on Marxian Theory, welche seit 1991 jährliche Symposien ausrichtet, und bereits 10 Sammelbände publiziert hat.
Arthur ist ein ausgewiesener Kenner des Werkes von Karl Marx. Er vertritt die sogenannte „Homologiehypothese“ („Homology Thesis“), nach der sich die dialektischen Methoden von Marx und Georg Wilhelm Friedrich Hegel von der Form her gleichen, aber auf unterschiedlichen ontologischen Ebenen befinden. Die reale Bewegung des Austausches, wie sie Marx in Das Kapital darstellt modelliere demnach die selbstbewegenden Gedankenformen aus Hegels idealistischer Theorie.
Arthur kann als Hauptvertreter der sogenannten New Dialectics gelten, die auch als eigene Schule angesehen werden kann. Diese ist gekennzeichnet durch die Abgrenzung zum Analytischen Marxismus, der die Dialektik ablehnt, und hegelmarxistischen Ansätzen, die die Geschichtsphilosophie von Hegel in den Fokus nehmen.

## Werke

### Bücher
- Dialectics of Labour: Marx and his Relation to Hegel, Blackwell 1986
- The New Dialectic and Marx's Capital, Brill, Leiden Boston Köln 20021, Taschenbuch 2004, ISBN 978-90-04-13643-4 (Historical Materialism Book Series, 1)
- The Spectre of Capital: Idea and Reality, Brill Leiden Bosten 2022, ISBN 978-90-04-51517-8 (Historical Materialism Book Series, 257).

### Herausgabe und Einleitung
- Karl Marx und Friedrich Engels, The German Ideology, englische Ausgabe von Die deutsche Ideologie (1845), Lawrence & Wishart, London 19701, revidierte Ausgabe 1974
- Jewgeni Bronislawowitsch Paschukanis: Law and Marxism London 19781, 3. Aufl. Pluto Press, London 1989
- Marx’s Capital. A Student’s Edition gekürzte Ausgabe von Das Kapital, Lawrence & Wishart, London 1992
- Engels Today: A Centenary Appreciation, Macmillan Press, Basingstoke und St. Martin’s Press, New York 1996
- mit Geert Reuten: The Circulation of Capital: Essays on Volume Two of Marx’s ‘Capital’ Macmillan Press, Basingstoke und St. Martin’s Press, New York 1998